# Norileca triangulata
Norileca triangulata är en kräftdjursart som först beskrevs av Richardson1910.  Norileca triangulata ingår i släktet Norileca och familjen Cymothoidae. Inga underarter finns listade i Catalogue of Life.